# Croissantid
Croissantid è un singolo del rapper estone Nublu, pubblicato il 13 aprile 2020 come primo estratto dal primo album in studio Café kosmos.
È stato candidato per l'Eesti Muusikaauhinnad alla miglior canzone dell'anno.

## Video musicale
Il video musicale è stato reso disponibile il 10 aprile 2020.

## Tracce
Testi e musiche di Markkus Pulk.
1. Croissantid – 2:36

## Successo commerciale
Il brano ha esordito direttamente in vetta alla Eesti Tipp-40, mantenendo il primo posto per sette settimane consecutive prima di essere spodestato da Magad vä? di Reket.

## Classifiche
| Classifica (2020) | Posizione massima |
| ----------------- | ----------------- |
| Estonia           | 1                 |